# 小行星5938
小行星5938（5938 Keller）是一颗围绕太阳公转的小行星。1980年3月16日，克拉斯-英格瓦·拉格爾科維斯特在拉西拉天文台发现了此天体。
这颗小行星的绝对星等为348.9411656950706等。